# Peter Pevensie
Peter Pevensie (1927 - 1949) es uno de los personajes principales de Las Crónicas de Narnia, serie de novelas fantásticas para niños escrita por C. S. Lewis. En El león, la bruja y el armario y El príncipe Caspian, es uno de los niños que viajan a Narnia, mientras que en La última batalla aparece como adulto. Se le menciona en La travesía del Viajero del Alba y en El caballo y el muchacho.
Peter es el mayor de los cuatro hermanos Pevensie y comparte sus aventuras en Narnia. Como el Sumo Monarca, Peter tiene autoridad sobre todos los otros reyes y reinas que el país siempre tendrá. Peter es conocido como Peter el Magnífico, Temor de los Lobos.

En las adaptaciones al cine realizadas por Walt Disney Pictures y Walden Media (Las crónicas de Narnia: el león, la bruja y el armario y Las crónicas de Narnia: el príncipe Caspian), Peter es interpretado como niño por el actor inglés William Moseley y como adulto, por Noah Huntley.

## Biografía
De acuerdo a la cronología de Las Crónicas de Narnia establecida por C.S. Lewis, Peter nació en 1927, en Finchley, un barrio del Gran Londres, Inglaterra, y tiene trece años cuando comienza su aventura en El león, la bruja y el ropero. Como monarca de la Edad de Oro de Narnia, reinó durante quince años junto con sus hermanos, alcanzando la edad de veintiocho años aproximadamente, antes de regresar a Inglaterra y recobrar la misma edad que tenía al comienzo de la aventura. Vuelve a Narnia en El príncipe Caspian cuando tiene catorce años, y en La última batalla aparece con 22 años.

## Influencia en la saga

### El león, la bruja y el armario
Como el hermano mayor, intenta hacer lo mejor que puede para proteger a sus hermanos menores y comportarse como un adulto joven responsable. Es evacuado con sus hermanos durante la Segunda Guerra Mundial debido a los bombardeos sobre Londres, hospedándose en casa del anciano y misterioso profesor Kirke hasta el final de la guerra.
Cuando Lucy le cuenta a sus hermanos acerca del país que hay en el armario, Peter no le cree. Al contrario, se preocupa por su salud mental al punto de ir a hablar con el profesor Kirke. Cuando él y los otros Pevensie entran al mundo de Narnia, se disculpa con Lucy por no haberle creído, y se enfada con Edmund por haber mentido sobre la existencia de Narnia.
Durante el viaje para reunirse con Aslan, los niños se encuentran con Papá Noel, quien les da regalos. Peter recibe una espada, a la que llama Rhindon, y un escudo con el símbolo de Aslan: el león rojo rampante sobre un prado verde. La primera batalla de Peter es contra Maugrim, lobo jefe de la policía secreta de la Bruja Blanca, quien trataba de matar a Susan y a Lucy. Lo mata con su espada y Aslan lo nombra "Sir Peter, Pesadilla de los Lobos; Caballero de Narnia".
Peter también es el general del ejército de Aslan. Luego de la derrota de la Bruja Blanca (Jadis, autoproclamada reina de Narnia) y sus viles aliados en la Batalla de Beruna, es coronado por Aslan como "El Rey Peter, el Magnífico, Sumo Monarca sobre todos los reyes de Narnia, Emperador de las Islas Solitarias y Señor de Cair Paravel, Caballero de la muy Noble Orden del León". Así se cumplió la antigua profecía sobre dos hijos de Adán y dos hijas de Eva que vendrían a sentarse en los cuatro tronos de Narnia en Cair Paravel, y que marcarían el final de los cien años de invierno y reinado de la Bruja Blanca, para dar comienzo a la Edad de Oro.

### El caballo y el muchacho
El Gran Rey Peter estaba en este tiempo lidiando una batalla frente a los gigantes del Norte. Su batalla se guarda en la historia narnia, y es nombrada por los otros niños. Aunque Peter es nombrado muchas veces, nunca aparece realmente.

### El príncipe Caspian
Los Pevensie vuelven a Narnia apareciendo en las ruinas de Cair Paravel, donde encuentran la cámara de tesoros del castillo donde se resguardan los regalos que les dio Papá Noel 1300 años atrás. Peter toma su espada y su escudo. Cuando los niños son forzados a tomar una decisión, Peter, como Gran Rey, tiene la última palabra. Peter sugiere luchar contra el rey Miraz en un duelo cuerpo a cuerpo. Luego de que los niños Pevensie y el ejército de narnia vencen a los telmarinos, Peter le da formalmente permiso a Caspian para gobernar Narnia como rey, pues él tiene una noticia que comunicar a sus hermanos Lucy y Edmund; Aslan comentó que él y Susan nunca volverían a Narnia, porque ahora eran mayores y ya habían aprendido todo lo que debían de ese mundo. Los cuatro niños regresan a su mundo, en el cual ellos estaban esperando el tren que los llevaría a sus respectivas escuelas.

### La travesía del Viajero del Alba
Aunque Peter no aparece mucho en este libro, se menciona que estaba hospedado en la casa del profesor Kirke,dando clases y estudiando para un examen

### La última batalla
Peter, junto a Edmund, Lucy, Jill y Eustace, regresan a Narnia para salvarla de los invasores y también de un falso Aslan. Sin embargo, esta vez Susan no regresa, y los demás llegan a Narnia al sufrir un accidente de trenes.

## Simbolismo

### Nombre
El nombre de Peter puede hacer referencia al apóstol Simón Pedro, ya que comparten rasgos en común. Un borrador del primer libro (El león, la bruja y el ropero) comienza diciendo: "Este libro trata acerca de cuatro niños cuyos nombres eran Ann, Martin, Rose y Peter. Pero trata más acerca de Peter, el menor." Peter es el único nombre que se mantuvo hasta la versión final de la obra, pero como el mayor de los hermanos en vez del menor.
Por otra parte, Pevensie es una localidad situada en la costa sureste de Inglaterra donde se ubica un castillo medieval construido sobre las ruinas de un fuerte romano. En la obra de Rudyard Kipling, Puck of Pook's Hill, al menos uno de los personajes se refiere a Pevensie como "la puerta de Inglaterra", función que desempeña el armario de la obra de Lewis en forma bastante literal. El apellido Pevensie no aparece en la saga hasta La travesía del Viajero del Alba, tercer libro en ser publicado.

## Interpretaciones

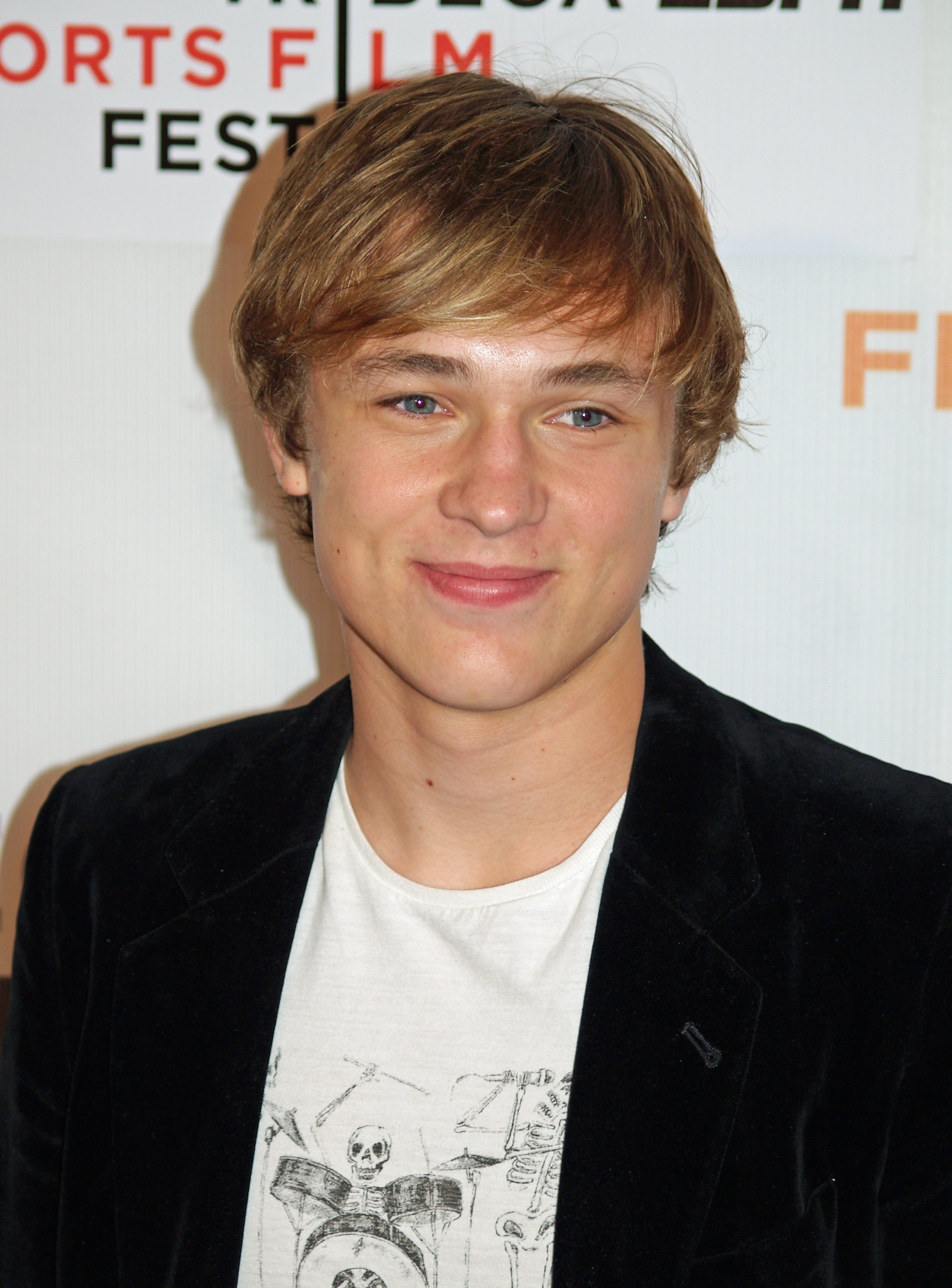
William Moseley, actor que encarnó a Peter Pevensie en las películas de Las Crónicas de Narnia producidas por Walt Disney Pictures y Walden Media.

La primera adaptación de Las Crónicas de Narnia fue la serie de televisión The Lion, the Witch and the Wardrobe, producida por ABC Weekend Television en 1967 en el Reino Unido, donde Peter Pevensie fue interpretado por Paul Waller.
En 1979, se realizó The Lion, the Witch and the Wardrobe, película de animación para la televisión inglesa, donde la voz de Peter la puso Reg Williams.
Entre 1988 y 1990, la BBC produjo una serie de televisión adaptando cuatro de los siete libros que componen de la serie de C. S. Lewis, con Richard Dempsey en el papel de Peter en Crónicas de Narnia: la bruja, el león y el guardarropa  y en Crónicas de Narnia: el príncipe Caspian.
En las adaptaciones al cine realizadas por Walt Disney Pictures y Walden Media (Las crónicas de Narnia: el león, la bruja y el armario y Las crónicas de Narnia: el príncipe Caspian), Peter es interpretado como niño por el actor inglés William Moseley, y como adulto, por Noah Huntley, aunque este último aparece solo en la primera película.
En la adaptación al radio teatro por Enfoque a la Familia (Focus on the Family), Peter fue interpretado por Freddie Findlay.
El personaje ha sido parodiado en la serie animada Pollo Robot con la voz de Mike Fasolo, y en la película Epic Movie bajo el nombre de Peter Pervertski, interpretado por Adam Campbell.